# Sebastian Lewczuk
Sebastian Maria Lewczuk (ur. 27 stycznia 1972 we Wrocławiu) – polski pisarz prozaik, członek Polskiego Towarzystwa Historycznego.

## Życiorys
Zadebiutował w 2022 roku autobiograficzną gawędą literacką „Gazda z Hejszowej”, wydaną przez SAPIK Szczecinek. W 2024 roku SAPIK Szczecinek wydał kryminalno-historyczne opowiadanie „Kryptonim Neustettin”. Przez Kapitułę Redakcji „Głosu Szczecińskiego” i „Głosu Koszalińskiego” dwukrotnie w latach 2023 i 2025 nominowany tytułem „Osobowość Roku” w kategorii Kultura. Obie książki zostały zarejestrowane na ogólnopolskim portalu Lubimyczytać.pl. Książka Gazda z Hejszowej została zakwalifikowana do konkursu literackiego na Książkę Górską Roku 2023 w Lądku Zdroju. 

### Twórczość
Książki prozatorskie:
- Gazda z Hejszowej (Szczecinek 2022)[8][9][10]
- Kryptonim Neustettin (Szczecinek 2024)[11][12][13]

### Prywatnie
Mieszkaniec Szczecinka. Aktywnie angażuje się w promocję swojego miasta, wspierając inicjatywy mające na celu zwiększenie jego rozpoznawalności. Sebastian Lewczuk angażuje się także w promowanie atrakcji turystycznych i kulturowych w rejonie Kotliny Kłodzkiej. Był inicjatorem wymiany młodzieży pomiędzy Powiatem Szczecineckim a Powiatem Kłodzkim. Miłośnik kultury czeskiej, motocykli oraz audiofil. Ponadto, interesuje się fotografią, filatelistyką.